# Santee (Califórnia)
Santee é uma cidade localizada no estado americano da Califórnia, no condado de San Diego. Foi incorporada em 1 de dezembro de 1980.

## Geografia
De acordo com o United States Census Bureau, a cidade tem uma área de 42,8 km², onde 42 km² estão cobertos por terra e 0,8 km² por água.

### Localidades na vizinhança
O diagrama seguinte representa as localidades num raio de 16 km ao redor de Santee.

## Demografia
Segundo o censo nacional de 2010, a sua população é de 53 413 habitantes e sua densidade populacional é de 1 269,88 hab/km². Possui 20 048 residências, que resulta em uma densidade de 476,64 residências/km².